# 酒米

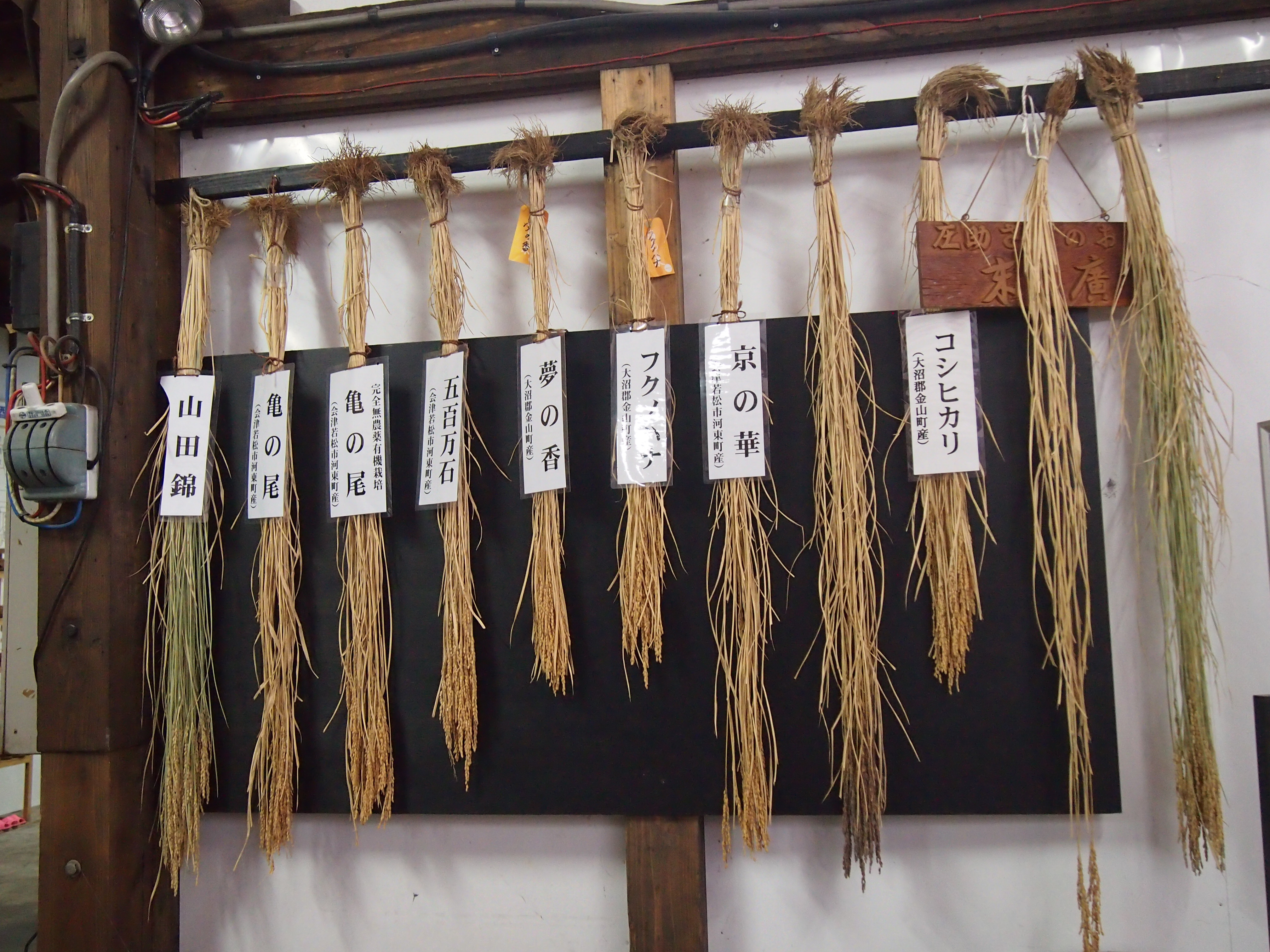
各種酒米

酒米（さかまい）是釀造日本清酒及其麴米的原料。特別適合釀酒的品種，稱為「酒造好適米」，具有獨特的品質要求，通常和食用米有所區別。目前有三十多個品種被日本各級地方政府指定出特別產區。
米在清酒釀造過程中扮演的角色，有麴米、酒母米和掛米等等。

## 特徵
酒米特重澱粉，同時希望盡量減少會造成雜味的蛋白質和脂肪等成分。酒米的米粒通常較食用米大且柔軟，澱粉質多，中心富含澱粉的部分呈現乳白不透明狀，稱為「心白」。心白有許多微小的空隙，利於麴菌菌絲深入，讓澱粉轉化為糖份。
為了減少雜味，酒米在使用前須比食用米磨掉更多米糠，留下的部分稱為「精米」。精米佔原米的比重，稱為「精米步合」，譬如將一粒米磨到剩下一半，其精米步合為50％。磨到剩下四成，精米步合為40％。
釀造越高級的酒，必須將米粒外層磨掉越多。日本法令規定，吟釀酒的精米步合須在60％以下，大吟釀酒則在50％以下（原本亦規定純米酒的精米步合須在70％以下，但從2005年起取消）。有少數釀酒廠甚至推出精米步合接近兩成的產品，宣稱口味更為乾淨純粹。但一般而言，心白內部的成分差異不大，精米步合在40％以下，品質多已十分接近。

## 原產地酒米一覧
以下是按產地分類的主要酒米（包括酒造好適米和酒造適性米）的一覽和介紹。
由於有些酒米在多個不同地區栽培，以下以原產地作介紹（例如，山田錦在多個縣也有培植，但原產地在兵庫縣）。 但是，對於一度消失的的古米/復刻米。由於復刻地區的努力而成功復刻，現存的品種則放在負責復刻的縣份（例如：神力原產於兵庫縣，目前是在兵庫縣栽培，但在熊本縣主力復刻）。 

### 北海道
初雫（はつしずく）
1987年時，在農研機構（旧農林水産省北海道農業試験場）以「マツマエ」及「上116」交配培植而生。當時以「北海278号」系統號碼。1998年以「農林354号」命名登錄。2000年、正式成為北海道第一個酒造好適米品種。初時名字為「雪雫」。心白發現率雖然較低，但製麴能力及耐寒性出色。
吟風（ぎんぷう）
1989年、北海道中央農業實驗場將「八反錦2号」和「上育404号」配種而成的米，與「きらら397」米再配種成「空育158号」。在2000年、被評為獎勵品種，在2002年繼初雫後，成為北海道第二號酒米「吟風」。相對初雫心白發現率低，吟風的心白發現率較高，也因此成為適合釀造大吟釀的酒造好適米。
彗星（すいせい）
「初雫」與「吟風」配種而生的品種。比吟風擁有更大的顆粒。蛋白質含量較低，所以適合釀造淡麗風味的酒。
北雫（きたしずく）
以「雄町」、「ほしのゆめ」，再與吟風配種而成。2014年，成為北海道第四號的酒造好適米。

### 青森縣
古城錦（こじょうにしき）(青系62号)
一九八六年於農業實驗場由「五百萬石」與「青系50號」配種而成，是青森縣內第一款酒造好適米。
豊盃（ほうはい）(青系77号)
在農業實驗場由「古城錦」和「レイメイ」配種而成。
おくほまれ（青系79号）
由「兵系酒18号」和「レイメイ」配種而成。由1967年開始在農業試驗場培育。
華吹雪（はなふぶき）(青系酒97号)
1974年、在農業試驗場把「おくほまれ」和「ふ系103号」配種而成，於1988年登錄成新品種的酒造好適米。雖然耐寒性較古城錦及豐盃強，但並不適合作高精米步合。
華想い（はなおもい）(青系酒140号)
1987年、在農業試驗場把「山田錦」和「華吹雪」配種而成。華在2006年登錄為青森縣酒造好適米。特點是顆粒大，適合作高精米步合的造法。

### 岩手縣
吟銀河（ぎんぎんが）
1991年、農業研究中心由「出羽燦々」和「秋田酒49号」配種而成，在2002年正式登錄為岩手縣酒造好適米。
吟乙女（ぎんおとめ）
1990年、在農業研究中心由「秋田酒44号」和「東北141號（こころまち）」配種而成。在2003年正式登錄為酒造好適米。
結之香（ゆいのか）
在2013年誕生，由「華想」與「山田錦」配種而成，適合用於釀造吟釀酒。

### 秋田縣
改良信交（かいりょうしんこう）
1959年、在農業試驗場把高嶺錦（たかね錦/信交190号）於經過二次選拔，選出易栽培與釀造特性良好的植株，稱作「改良信交」。由於難以種植，但其特色在於蛋白質較少，也是受到藏人追捧，被稱作幻之米之一。
秋の精（あきのせい）
1986年、在農業試験場把「トヨニシキ」和「美山錦」配種而成，在2000正式登錄為秋田縣酒造好適米。
秋田酒こまち（あきたさけこまち）
1992年、在農業試驗場由「秋系酒251」「秋系酒306」配種成。在2000年、被歸類於「秋田酒77号」這個系統名稱。在在2004年正式登錄為秋田縣酒造好適米。特點為顆粒大，適合高精白的處理，做成蒸米時，仍不失彈力，表面也不易乾燥，所以也很適合用來製麴，產生糖分也較多。這款酒米適合於吟釀釀造法，可釀出香氣鮮明、甜味與旨味高雅、餘韻輕快的酒。
美郷錦（みさとにしき）
1999年、由早生化的「山田錦」和「美山錦」配種成。適合釀造成吟醸酒。
吟の精（ぎんのせい）
1992年、由「合川1号」和「秋系53」配種而成。在秋田酒こまち登後漸漸減少栽培。
一穂積（いちほづみ）
秋田酒120号。在2018年登錄為酒造好適米。由「越淡麗」「秋田酒こまち」配種而成。
百田（ひゃくでん）
秋田酒121号。在2018年登錄為酒造好適米。由「秋系酒718」「美鄉錦」配種而成。
仙台坊主
在明治30年代，於宮城縣的古川農業試驗場開發的酒米。曾經成為水稲推獎的品種，在北秋田地區也有種植，但是後來消失了。在2010年代開始在大館市的農家和酒造把殘留下來14g的種子開始慢慢重新培植。

### 宮城縣
蔵の華（くらのはな）
1987年、在古川農業試驗場先以「山田錦」與「東北140號」配種而成的F1酒米之後，同年再將F1酒米與「東北140號」配種，經過選拔之後，於1997年成為宮城縣獎勵品種。於2000年正式登錄。命名意思是希望這款酒米在倉庫（藏）之中成為一朵花（華）。顆粒比「美山錦」更大，而且釀造的酒會有較低的酸度和氨基酸，也因為蛋白質含量不高，味道較乾淨清澈。
星あかり（ほしあかり）
1987年、在麒麟麦酒植物開発研究所把「初星」「美山錦」配種而成，在2001年正式登錄。

### 山形縣
亀の尾（かめのお）
有明治時代三大古米之稱。在1893年（明治26年），由阿部亀治從在来種「惣兵衛早生」之中篩選而來。除了被分類作一般米，也被當成酒造好適米使用。有不少酒米例如農林1号、コシヒカリ、ササニシキ、五百万石、たかね錦，也是由龜之尾配種而成的後代。「龜」這名字來自篩選人員的名字。
羽州華三部作（うしゅうはなさんぶさく）
酒の華（さけのはな）、京の華（きょうのはな）、国の華（くにのはな）。在昭和初期，西田川郡京田村的工藤吉郎兵衛以人工培植了「酒の華、京の華、国の華」，合稱羽州華三部作。
豊国（とよくに）
在1903年，據說是山形縣的一位農家檜山幸吉先生篩選出來的。屬於超過一米高的長稈品種。 由於很適合製作為草履，曾被大量種植。但隨著人們減少著用草履，這個品種也因而消失。 山形縣的千代壽酒造的藏主尋找了找稻米的種子，經過半個世紀後，豐國農民協會於1994年成功復刻。
出羽燦々（でわさんさん）
1985年於縣立農業實驗場，由「美山錦」與「華吹雪」配種，並經過篩選而生的「山形酒49號」，後被命名為「出羽燦燦」。1997年正式登錄為酒米。名字的由來是山形縣高達一千四百公尺的山共有三十三座（三三音同燦燦，著名的「出羽三山」即位於山形縣）。當地更為這款酒米建立了認證稱號，命名為「DEWA33」，要符合認證，酒米必須完成使用「出羽燦燦」、精米步合要低於55%，並選用「山形酵母」和山形原創麴菌，酒款為「純米吟釀」，達成上述所有條件，才可以在酒標上標示「DEWA33」。
出羽の里（でわのさと）
1994年，由農業試驗場把「吟吹雪」及「出羽燦燦」配種而成。於2004年被選為縣內認證品種，同年申請品種註冊。目的是進一步改良出羽燦燦，玄米品質更好，但產量略低。
雪女神（ゆきめがみ）
2001年由都道府縣開發，於2015年在縣農業研究中心交配「出羽之里」「藏之華」而成。並申請登錄酒米。雪女神是開發出來適合作高精米的品種。心白發現率高而且呈點狀型。山形縣開發出來為了減少對山田錦的依賴。
山酒4号（やまさけよんごう）
1983年，由私人機構開發，由山形縣立村山農業高中學校把山田錦/金紋錦配種而成。
亀粋（きっすい）
1987年，由私人機構開發。米鶴酒造的志賀良弘先生把亀の尾變異及篩選。在1993年正式登錄。初時名稱為「鶴の舞」。
酒未来（さけみらい）
在1999年、由私人機構開發。高木酒造的高木辰五郎把「山酒4号」「美山錦」配種而成。註冊商標屬於「米雑穀卸業の株式会社」。
龍の落とし子（たつのおとしご）
1999年、由私人機構開發。高木酒造的高木辰五郎把「山酒4号」「美山錦」配種而成。註冊商標屬於「米雑穀卸業の株式会社」。
羽州誉（うしゅうほまれ）
2000年、由私人機構開發。高木酒造的高木辰五郎把「美山錦」「玉龍F10」配種並用了18年確定。短稈、耐寒性高、大顆粒、而且呈圓形的心白。
山形97号/つや姫（つやひめ）
2008年、由山形县农业试验站庄内分部（现山形县农业研究中心水稻农业研究所）栽培。「山形70号」「東北164号」配种而成。经过10年的杂交育种，诞生了这一种兼具外形美观、美味、易栽培三大特点的水稻。

### 福島縣
夢の香（ゆめのかおり）
1991年、在福島縣農業實驗所，由「八反錦1号」與「出羽燦々」配種而成，於2003年正式登錄為新品種酒米。與五百萬石含有等量的心白，同樣屬於大顆粒的品種。

### 茨城縣
日立錦/ひたち錦 （ひたちにしき）
1991年、於農業綜合中心以「岐系89号」與「月の光」配種而成。在2003年正式登錄為酒米。原本於縣內種植的酒米，例如美山錦等等都因成熟期與耐倒伏性的問題，而難以順利栽種，為了解決問題，才開始培育新的品種。

### 栃木縣
とちぎ酒14（とちぎさけ14）
1996年、在農業試驗場以「信交酒480號」及「關東177號配種而成」。於2005年登錄成栃木県品種。這款酒米擁有高收穫量，耐稻熱病，糙米的蛋白質含量較低的優點，雖然心白略小，卻很適合釀造淡麗風格的酒。
夢ささら（ゆめささら）
在2005年於栃木県農業試驗場，以「山田錦」及「T酒25」配種而成。以高度精白的酒造好適米為目標。在2018年に「夢ささら」登錄為酒米。

### 千葉縣
総の舞（ふさのまい）
1933年，由「白妙錦」與「中部72號」配種，並於2001年培育而成。除了適合在縣內栽植的這項優點，心白發現率更高達70-90%，顆粒雖小，但顏色透亮，很適合用於釀造香味調和的吟釀酒。

### 群馬縣
舞風 （まいかぜ)
舞風是於1998年由「群馬酒23號」與「佐賀酒12號」（佐賀之華）配種而成，並於2008年登錄作為新品種酒米。

### 埼玉縣
さけ武蔵/酒武藏（だけむさし）
在1992年都道府県に開発。農林總合研究中心「改良八反流」「若水」配種而成、2004年成為埼玉県認定品種。

### 新潟縣
五百万石（ごひゃくまんごく）
這是與「山田錦」並列的日本兩大酒米之一，不僅在新潟縣栽植，也在全國各地栽種。一九五七年，於新潟縣開發，是由「新200號」（龜之尾的後代）與「菊水」（雄町的後代）配種而成。為記念新潟縣的白米產量超過五百萬石，所以以此命名。這款酒米的顆粒較小，心白較大，所以解決了不利高度精製的問題，也因此能釀出淡麗的酒質。
白藤（しらふじ）
據說這是江戶時代後期於東北地區誕生的品重，在昭和初期之前，一直都是新潟縣最具代表性的酒米。1930年停止栽種後，2004年又開始復刻。
一本〆（いっぽんじめ）
1994年由「五百萬石」與「豐盃」配種而成的酒米，也是逐漸增加的品種，由於在高度精製的過程中也不會碎裂，所以很適合用於吟釀酒的釀造。
越淡麗（こしたんれい）
1989年，農業綜合研究所以「山田錦」和「五百萬石」配種而成的酒米。2005年正式登記作新潟縣酒米。

### 静岡県縣
誉富士（ほまれふじ）
1998年，農業試驗場將「山田錦」照射Y射線，再從中篩選出因突變而變得更強壯的米種，然後於2009年註冊為新品種。這是被譽為吟釀王國的靜岡縣所開發的第一號酒造好適米。稻穗高度低於「山田錦」，所以擁有不易倒塌的優點，蛋白質的含量也較少，心白的形狀也較佳，被視為適合釀造吟釀酒的酒米，容易釀造出風味馥郁的酒。

### 長野縣
たかね錦/高嶺錦 （たかねにしき）
1939年農業試驗場以「北陸12號」與「東北25號」配種而成，後於1952年註冊成新品種的酒米。
金紋錦（きんもんにしき）
1956年農業試驗場以「たかね錦」與「山田錦」配種而成。由於栽種困難，所以產量日漸遞減，目前只剩下長野縣北部木島平地區生產，所以也享有幻之米的美譽。
美山錦（みやまにしき）
1972年農林水產省研究所，將「北陸12號」與「東北25號」配種而成的「たかね錦」，再將其乾燥的種子照射Y射線，造成突變而成的品種。由於心白美得像雪山的白雪，所以被命名為「美山錦」。
しらかば錦/白樺錦（しらかばにしき）
1973年農林散農業技術研究所，將「黎明」的乾燥種子照射Y射線先造成突變的系統育種，於1983年註冊為新品種。
ひとごこち
1987年長野県農事試験場以「白妙錦」（信交酒437号）與「信交444号」配種而成，在1994年育種完成並推廣。它的顆粒比美山錦更大、更白，耐寒，風吹也不易掉落，是一種更容易種植的品種。

### 富山縣
雄山錦（おやまにしき）
1986年於農業技術中心農業試驗場，以「飛驒ほまれ」與「秋田酒33號」配種而成的酒米，並於2001年註冊為新品種。蒸米的吸收率較高，麴菌的破精情況較佳，一般認為能用其釀造出馥郁醇厚的酒。
富之香（とみのかおり）
1996年，以「山田錦」與「雄山錦」配種而成的酒米。這原本是與山田錦為目標而開發的品種，結果產量不但優於山田錦，心白發現率也高於山田錦，所製成的吟釀酒也得到較高的評價。一般認為可讓做出風味馥郁、滋味豐富的酒。

### 福井縣
九頭龍（くずりゅう）
1945年於愛知縣農業綜合試驗場研究所育成，在於福井縣耕植的品種。有段時間停止耕種，因而被譽為夢幻酒米，但2000年復刻成功。主要是由「山榮」與「白菊」配種而成。
越の雫（こしのしずく)
1988年由越前農業聯合公會育成，2003年註冊為新品種的酒米，是由「兵庫北錦」與「美山錦」配種而成。

### 石川縣
石川酒30号（いしかわさけ30）
石川県農業綜合研究中心於1986年育成。在1993年命名。是「五百万石」與「華吹雪」配種而成的。
石川門（いしかわもん）
由「予236」與「一本〆」配種而成，與5,五百萬石石相較之下，顆粒較大， 心白發現率較高，所以被認為是適合釀造吟釀酒的品種，使用這種米釀造的酒造也越來越多。

### 愛知縣
若水（わかみず）
1972年、農業綜合試驗場研究所以「A系酒101」與「五百万石」配種而成，1985年正式註冊為新品種，也是屬於心白發現率良好的品種。
夢山水（ゆめさんすい）
這是1988年農業綜合實驗場以「山田錦」與「中部44號」配種而成的酒米，並於1998年命名為「夢山水」。這是在精製過程中不易碎裂、能耐得住高度精製的品種，可釀做出香氣華麗，滋味清澈和順的酒。
夢吟香（ゆめぎんが）
2001年，在愛知縣農業試驗場研究所以「山田錦」和「育酒1764」配種而成。2008年以「愛知酒117號」註冊為育成品種。 2010年正式登記為夢吟香。由於心白小、因此非常適合高度精製，也適合釀造吟釀級的酒。

### 岐阜縣
飛騨ほまれ/飛騨誉（ひだほまれ）
這款酒買是1972年於高冷地農業試驗場，以「飛驒みのり」與「福之花」配種而成的酒米，在與「富久錦」配種而成。1982年註冊為新品種。由於顆粒夠大，蛋白質較少，心白發現率也較高，所以很適合釀製吟釀酒。釀做出來的酒具有五味均衡的特徵。

### 滋賀縣
玉栄（たまさかえ）
1954年，通過「山榮」和「白菊」配種培育的品種，於1965年命名「玉榮」。心白出現率低，成熟期較早，裂粒多，外觀質量較差。因此，精米特性較差，不適合用於吟釀級清酒。
渡船6号（わたりふね）
1895年創立的滋賀縣農業試驗場，以實驗性質的方式栽種了山田錦的親株（短桿渡船），也是福岡縣產的「渡船」，之後又陸續栽植了「滋賀渡船2號」、「4號」、「6號」，不過，到了1959年左右就停止栽植，所以成為傳說中的夢幻之米。後續使其復活的專業從2003年啟動。用這款酒米釀造出來的酒，具有原酒特有的強烈。
短稈渡船（たんかんわたりぶね）
這是山田錦的親株（父系），也是源自滋賀縣的夢幻之米。
吟吹雪（ぎんふぶき）
這是1984年有「山田錦」與「玉榮」配種而成的酒米，並於1999年註冊為新品種。屬於糙米與心白較大，收穫量較多的品種。比起以親株的玉榮釀造的酒，這款酒米釀造的酒較為柔和，旨味也較豐富。

### 京都府
祝（いわい）
在1933年農事試驗場以純系選種法，從「野條穗」篩選出來的米種。1974年停止栽種。後於1988年伏見酒造工會與京都府使其復活，1992年以「祝」這款酒米釀造的酒，正式成為上市商品。具有低蛋白質的特性，被認為是適合釀造吟釀酒的酒造好適米。

### 奈良縣
露葉風（つゆばかぜ）
這是奈良縣唯一的獎勵品種，目前也只有奈良縣生產。這種酒米原本是在1936年愛知縣誕生，是由「白露」與「早生雙葉」配種而成，但是基於栽植困難，收成量不高的理由，所以成為夢幻之米。之後於2004年奈良縣山邊郡山添村復育成功。使用這款酒米釀造的酒，擁有豐富芳醇的風味，也給人一種馥郁的滋味逐漸在口腔中擴散的印象。

### 三重縣
伊勢錦（いせにしき）
這是1860年，由「大和」進行品種改良而生的酒米，但基於稻穗過高，容易倒塌的理由，1950年時曾不見蹤影，1989年以酒米姿態復活。
神の穂（かみのほ）
這是先從複數米種篩選再開發的品種，由「南越１６５号」和「夢山水」配種而成。並於2010年註冊為新品種。這款酒米擁有稻穗不易倒塌的特性，收成量也很高，而釀造的酒則擁有膨脹豐富的滋味與柔和的旨味。

### 兵庫縣
山田錦（やまだにしき）
這是1923年農業誕驗場以「山田穗」與「短稈渡船」配種而成的酒米， 1936年被命名為山田錦，也成為兵庫縣的獎勵品種。這種酒米擁有大顆粒，低蛋白質含量、大心白特性，碎米率也很低，所以可高度精製，也被歸類為適合釀造吟釀酒的品種。
山田穂（やまだぼ）
關於發祥的說法眾說紛紜，一說是江戶時代末期到明治時代之間，由在來種篩選出來。1912年被立為兵庫縣的獎勵品種。1923年與「短稈渡船」配種，成為山田錦的親株。之後就停止栽種。
新山田穂（しんやまだぼ）
於1921年由農業試驗場，以純系選中發種法從「山田穗」篩選出來，「新山田穗2號」則是於1922年以相同方式篩選出來。
愛山（あいやま）
1941年、 由都道府県開發，在立明石農業改良實驗所以「愛船117」「山雄67」配植而成。愛生為晚生種，心白發現率高、在酒醪中易於溶解，能釀出甘辛平衡，芳醇圓潤的酒。但由於難以栽種，產量偏低。
灘錦（なだにしき）
1970年，由農業綜合中心以「山田錦」「中国31號」配種而成 、1983年正式品種登錄。
兵庫夢錦（ひょうごゆめにしき）
兵庫北錦　（ひょうごきたにしき）
兵庫錦（ひょうごにしき）

### 鳥取縣
強力（ごうりき）
在鳥取県東伯郡下中山村下甲的渡邊信平從在來品種21種篩選出來。1915年、在農業試驗場把「強力2号」純系分離、1921年成為獎勵品種。戰前大量栽植、稻穗高，不適法現代的耕作方式。戰後一度滅絕。1985年時，縣内「福壽海」的中川酒造和「日置櫻」的山根酒造、鳥取大學農學部和農家的協力開始復刻。1990年造出了少量產量。蛋白質含量低、顆粒大、不易碎裂。而且有線狀心白，就算高度精製也可以。

### 岡山縣
雄町 （おまち）
1859年由備前国上道郡高島村雄町的岸本甚造發現、1866年以「二本草」命名，是現在備前雄町的直系祖先。雖然雄町在栽培和清酒釀造方面需要很高的技術，但它可以生產出非常高品質的酒。主要在岡山縣開始流行，但戰後逐漸減少。自 1990 年代以來，需求再次迅速上升。根據栽培面積的不同，有備前雄町、赤磐雄町、讃州雄町、広島雄町、兵庫雄町、畿内雄町、船木雄町、比婆雄町、改良雄町等多種分枝。而作為山田錦親株的「短稈渡船」也是從雄町篩選出來，所以有時會看到雄町被稱為山田錦的祖先。一般被認為可以釀出味道豐富圓潤、風味芳醇的酒。

### 廣島縣
八反35（はったんさんじゅうご）
在來種的八反草經過育成後誕生「八反10號」然後與「秀峰」配種而成。1960年成功育成「八反35號」。以「八反」命名的酒米比較多。如果單一提及「八反」，正常就是指「八反35」。
八反錦1号（はったんにしきいちごう）
1973 年在廣島縣內成功研發出來，以「八反35」及「秋津穗」配種而成。擁有大顆粒、高的心白發現率。目前廣島縣是唯一的種植地方。
八反錦2号（はったんにしきにごう）
1973 年在廣島縣內成功研發出來，以「八反35」及「秋津穗」配種而成。八反錦 2 號為八反錦 1 號的姊妹品種，比 1 號更為合適在高地種植。
千本錦（せんぼんにしき）
千本錦由「山田錦」和「中生新千本」配種而成的。於2000年正式登錄。 糙米偏大，心白的形狀與山田錦相似，因此可以高度精製。 由此產生的清酒可與山田錦相媲美，具有濃郁的吟釀香氣和濃郁圓潤的口感。

### 島根縣
改良雄町（かいりょうおまち）
1960年於島根縣，以「比婆雄町」與「近畿33號」配種、改良而成的品種。
神の舞（かんのまい）
為了改善「五百萬石」的耐寒性與收成量，於1985年由「五百萬石」與「美山錦」配種而成的品種。
佐香錦（さかにしき）
1985年由「改良八反流」與「金紋錦」配種，再以集團育種法育成。1995年開始被命為「島系酒49號」的地方系統名稱。研究顯示，這款酒米收成量高於「五百萬石」，也更適合用於釀造。品酒的分數，在精米步合45%之前，與山田錦擁有相同的評價。據說名稱來自縣內某位被譽為釀酒大神的「佐香神社」。

### 山口縣
穀良都（こくりょうみやこ）
1889年山口市小鯖的伊藤音市先生，改良來自兵庫縣被稱為「都」的米後，再以「穀良米」的名號於全國普及，之後又一度停止栽種，所以成為傳說中的夢幻之米。1996 年，九州大學農學部遺傳資源中心利用儲存的 12 粒種子把其復活，並於 1999 年成功重新栽植。
西都の雫（さいとのしずく）
這是1997年以幻之米「穀良都」與「西海222號」（親株為山田錦）配種、篩選而來的品種。名稱源自「穀良都」於山口市誕生，而山口市又被稱為西京，所以冠上了「西都」之名，又為了讓消費者聯想到淡麗而清澈的美酒，所以再加上「雫」這個字。酒米的稻穗只有90公分，除了有利於栽植，收成量也比「山田錦」多出10-15%。

### 香川縣
オオセト/大瀨戶
屬於在來種之一。雖另有一般米、食用米的分類，卻也是能釀造出豐富芳醇的酒造好適米。
讃岐よいまい （さぬきよいまい）
香川大學農業部自1990年開始研究，最後由「大瀨戶」與「山田錦」配種而成，並於2006年正式命名。

### 高知縣
土佐錦（とさにしき）
這是1991年開始實驗栽植的食用米「中國55號」與「中系419號」配種，再改良成適合釀酒的品種，1994命名為「土佐錦」，是能讓做出淡麗辛口的酒造好適米。
吟の夢（ぎんのゆめ）
1989年農業技術中心以「山田錦」與一般米「越光米」配種，篩選出來的品種，並於2002年註冊為高知縣首產的酒造好適米，也是被認為適合吟釀釀造的品種。
風鳴子（かぜなるこ）
2002年由「露葉風」與「一本〆」配種而成的品種，後續於2005年註冊為新品種，是縣產第二號的酒米。

### 愛媛縣
松山三井（まつやまみい）
這是農業試驗場以「近畿25號」與「大分三井120號」配種、篩選而來的品種，並於1953年命名。雖然原本是食用米，但顆粒較大、不易碎裂的特性，所以被認為是適合吟釀釀造，且能釀造出淡麗美酒的米。
しずく媛/雫媛（しずくひめ）
1999由「松山三井」突然變異的品種，篩選出顆粒較大、心白發現率較高的系統米、再命名為「しずく媛」。2007年正式登錄為愛媛縣第一款酒造好適米。

### 福岡縣
夢一献（ゆめいっこん）
1993年農業總合試驗場以「北陸160號」與「筑紫6號（夢筑紫） 」配種而成。2006年正式登錄為新品種。
吟のさと（ぎんのさと）
1996年由「山田錦」與「西海222號」配種而成，顆粒較大的品種。
寿限無 （じゅげむ）
由民間開發，由「山田錦」與「夢一獻」配種而成的品種。
西海134號 （さいかい134）
1971年福岡縣九州農業試驗場以「不知火（西海71號）」與「山田錦」配種育成的品種，現在主要在佐賀縣栽植。

### 佐賀縣
さがの華（さがのはな）
1988年農業試驗研究中心以「若水」與「山田錦」配種， 1996年育成的品種。屬於顆粒較大、心白發現率較高的品種。

### 大分縣
大分三井120号（おおいたみい120ごう）
1925年開發，曾在大分縣各地栽培，1965年後消失。 然而，它在 2009 年復刻，主要用於釀造清酒作為酒米。雖然它作為酒米的歷史很短，但由於它是廣受讚譽的酒米「松山三井」的親株。

### 熊本縣
神力（しんりき）
兵庫縣原產的酒米。一刻停止栽種，由熊本縣成功復刻。是著名酒米「五百萬石」的始祖，比較易於釀造口感清爽，味道層次多變的口感。

### 宮崎縣
はなかぐら/花神樂
以「南海113號」與「山田錦」配種而成的品種。